# 潘文德
潘文德（越南語：Phan Văn Đức，1996年4月11日—）是一名越南足球运动员，司职边锋，現效力于越南足球甲級聯賽俱樂部乂安藍江。潘文德在2022世界杯预选赛越南3-1戰勝中国的比賽時有進球。